# Cirolana saldanhae
Cirolana saldanhae is een pissebed uit de familie Cirolanidae. De wetenschappelijke naam van de soort is voor het eerst geldig gepubliceerd in 1951 door Barnard.